# Bury FC
Bury FC är en engelsk professionell fotbollsklubb i Bury, grundad 1885. Hemmamatcherna spelas ända sedan grundandet på Gigg Lane. Smeknamnet är The Shakers. Klubben blev den 27 augusti 2019 utesluten från ligan League One på grund av ekonomiska svårigheter. Säsongen 2023/24 spelar Bury i North West Counties Football League, den nionde högsta divisionen i England.

## Historia

Klubbens ligaplaceringar från och med 1894.

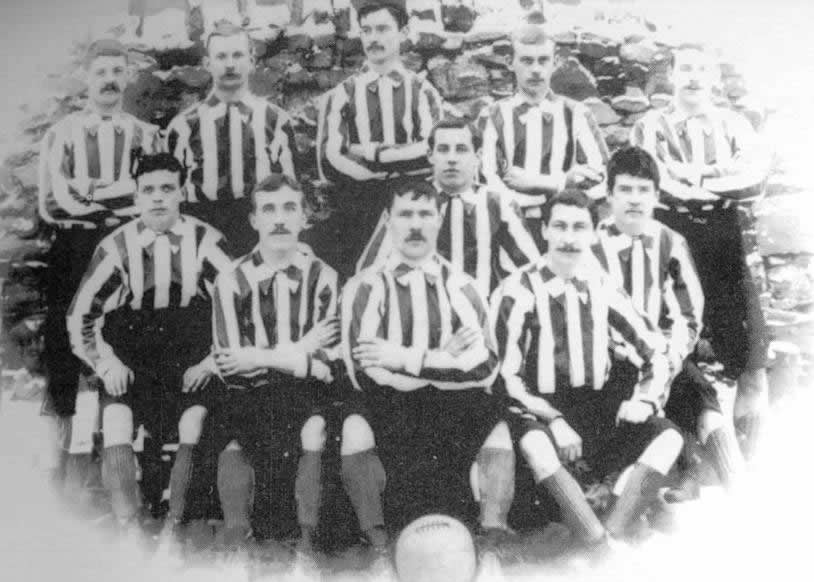
Bury FC 1892.

Klubben var med och grundade Lancashire League 1889 innan de 1894 gick med i The Football Leagues Second Division, som de vann vid första försöket. De höll sig kvar i högstadivisionen First Division till 1912 och vann under denna period även FA-cupen två gånger. 1900 besegrades Southampton i finalen med 4–0 och tre år senare vann de med 6–0 mot Derby County, vilket är den största segermarginalen någonsin i en FA-cupfinal.
1923 blev Bury åter uppflyttade till högsta divisionen och nådde säsongen 1925/26 sin bästa placering med en fjärdeplats. Tre år senare blev de dock nedflyttade igen och har därefter aldrig spelat i den högsta divisionen. I modern tid har de för det mesta hört till de två lägsta divisionerna i The Football League, numera kallad English Football League (EFL).

## 2019 - ekonomisk kris
I augusti 2019 fick Bury sina fem första ligamatcher i EFL League One uppskjutna av ligan på grund av stora ekonomiska problem och osäkerhet om ägaren hade den finansiella förmågan att driva klubben. Ägaren gavs möjligheten att genomföra en försäljning av klubben annars skulle den uteslutas ur ligan. Den 27 augusti 2019, släppte EFL ett meddelande om att Burys medlemskap i ligan hade dragits in. Bury, som varit medlem av ligan i 125 år, är den första klubben som sparkats ur ligan sedan Maidstone United FC 1992.

## Meriter

### Liga
- Premier League eller motsvarande (nivå 1): Fyra 1925/26 (högsta ligaplacering)
- The Championship eller motsvarande (nivå 2): Mästare 1894/95
- League One eller motsvarande (nivå 3): Mästare 1960/61, 1996/97

### Cup
- FA-cupen: Mästare 1899/00, 1902/03
- Lancashire Senior Cup: Mästare 1891/92, 1898/99, 1902/03, 1905/06, 1925/26, 1957/58, 1982/83, 1986/87, 2013/14, 2014/15, 2017/18
- Manchester Premier Cup: Mästare 1961/62, 1963/64

## Berömda spelare
- Andy Gray
- Neville Southall
- Bruce Grobbelaar
- Lee Dixon
- Colin Kazim Richards